# No Limite do Amanhã
Edge of Tomorrow (bra/prt: No Limite do Amanhã) é um filme estadunidense de 2014 dos gêneros ação e ficção científica, dirigido por Doug Liman, com roteiro de Christopher McQuarrie, Jez Butterworth e John-Henry Butterworth baseado na light novel All You Need Is Kill, de Hiroshi Sakurazaka.
Estrelado por Tom Cruise e Emily Blunt, o filme foi lançado em 6 de junho de 2014 nos EUA e em 30 de maio de 2014 no Brasil.

## Sinopse
Em 2015, alienígenas chamados "Miméticos" chegam à Alemanha por meio de um asteróide e rapidamente conquistam a maior parte da Europa continental. Em 2020, a Força de Defesa Unida (UDF), uma aliança militar global estabelecida para combater a ameaça alienígena, finalmente consegue uma vitória sobre os Miméticos em Verdun utilizando exoesqueletos de combate recém-desenvolvidos. Em Londres, a UDF planeja uma grande invasão da França, e o General Brigham ordena que o oficial de relações públicas Major William "Bill" Cage a cubra no campo de batalha. Cage, sem experiência em combate, objeta e ameaça culpar Brigham se a invasão falhar. Brigham prende Cage e o envia para o Aeroporto de Heathrow, agora uma base militar. Cage acorda para descobrir que Brigham o rebaixou a soldado raso e o rotulou como desertor. Ele é designado para o sargento Farell e seu desajustado Esquadrão-J, todos os quais não gostam dele e o menosprezam.
Na manhã da invasão, Farell e o Esquadrão são rapidamente mortos pelos Miméticos que de alguma forma estavam cientes de sua invasão planejada e os emboscaram. Cage usa uma mina Claymore para matar um mimético azul incomumente grande, mas é mortalmente ferido pela explosão e coberto pelo sangue do alienígena. Cage acorda e se vê de volta a Heathrow, revivendo a manhã anterior. Suas tentativas de alertar Farell contra a invasão são ignoradas e ele experimenta o ciclo de morrer na praia e acordar em Heathrow repetidamente. A cada loop subsequente, as habilidades de Cage no campo de batalha tornam-se cada vez mais impressionantes. Durante um loop, Cage tenta salvar a sargento Rita Vrataski, uma célebre heroína da batalha de Verdun. Ao ver seu talento sobrenatural, Vrataski percebe que Cage possui a habilidade de voltar no tempo e ordena que ele a encontre na próxima vez que acordar.
Cage acorda e localiza Vrataski, que o leva ao Dr. Carter, um especialista em biologia mímética. Ele explica que os Miméticos são um superorganismo no qual o "Ômega" é seu cérebro e guia, enquanto os "Alfas" se comportam como um sistema nervoso central através dos quais o Ômega controla os Miméticos comuns; se um Alfa for morto, o Ômega reinicia o dia e ajusta suas táticas até que a batalha seja vencida. Cage inadvertidamente adquiriu a capacidade de voltar no tempo por meio de sua exposição ao sangue de um Alfa. Vrataski tinha essa habilidade em Verdun, usando-a para vencer a batalha antes de ser ferida e receber uma transfusão de sangue, perdendo o poder. Ela diz a Cage para localizar e matar o Ômega para acabar com a invasão alienígena.
Em muitos outros loops, Vrataski treina Cage para se destacar em combate. Após mais uma derrota frustrante, Cage foge para Londres, apenas para descobrir que os Miméticos irão atacar a cidade após a invasão. Depois de ter visões de uma barragem hidrelétrica na Alemanha onde o Ômega está escondido e passar muitos loops tentando descobrir como escapar da invasão e chegar à barragem, Cage se aproxima de Vrataski, mas ela só está interessada na missão. Convencido de que a dupla sempre chega a um ponto na jornada em que Vrataski é morta, não importa o que façam, Cage voa para a represa sozinho. O Ômega não está lá e ele é emboscado por um Alfa que tenta privá-lo de sua habilidade de redefinir o tempo, mas Cage consegue se matar por afogamento.
Cage e Vrataski se infiltram no Ministério da Defesa, onde Cage convence Brigham a dar a ele o protótipo do dispositivo de Carter (que Brigham havia confiscado de Carter antes de mandá-lo para uma ala psiquiátrica ) que pode localizar o Ômega, mas eles são perseguidos pelos militares ao sair. Durante a perseguição, Cage usa o dispositivo e descobre que o Ômega está sob a Pirâmide do Louvre em Paris. Cage fica gravemente ferido durante a captura e acorda em um hospital para descobrir que recebeu uma transfusão de sangue e perdeu a capacidade de reiniciar o dia.
Vrataski liberta Cage e eles recrutam o Esquadrão-J para ajudar a destruir o Ômega antes que a invasão comece. Eles voam para Paris, onde os soldados se sacrificam para que Cage e Vrataski cheguem ao Louvre. Antes de atrair um Alfa entre eles e o Ômega submerso, Vrataski beija Cage para agradecê-lo por levá-la tão longe quanto ele fez. O Alfa mata Vrataski e fere Cage mortalmente, mas ele consegue lançar um cinturão de granadas que destrói o Ômega.
Enquanto um Cage moribundo é envolvido no sangue do Ômega, ele acorda a caminho de seu primeiro encontro com Brigham, que anuncia na TV que a atividade mímética cessou após uma misteriosa onda de energia em Paris. Cage vai para Heathrow, agora Major novamente, e vê que todo o Esquadrão-J está vivo. Mais tarde, ele encontra Vrataski, que não o reconhece; e ri amigavelmente.

## Recepção da crítica
Edge Of Tomorrow teve recepção geralmente favorável por parte da crítica especializada. Em base de 43 avaliações profissionais, alcançou uma pontuação 71 de 100 no Metacritic. No Rotten Tomatoes, possui um índice de 90%. O consenso lê-se: "Entusiasmante, bem representado, engraçado e brilhante, Edge of Tomorrow oferece uma prova divertida que Tom Cruise é mais do que capaz de carregar o peso de um suspense de ação blockbuster."